# Museo Real de África Central
El Museo Real de África Central (en neerlandés: Koninklijk Museum voor Midden-Afrika, o KMMA;  en francés: Musée royal de l'Afrique centrale or MRAC), coloquialmente, museo de África, es un establecimiento científico federal de Bélgica, un museo de etnografía e historia natural situado en el Brabante flamenco en Tervueren, a pocos kilómetros de Bruselas. 
Se originó en 1897 cuando la sección colonial de la Exposición Universal de Bruselas se estableció en Tervueren. Luego, bajo el impulso del rey Leopoldo II, el museo actual, íntimamente ligado a la historia de la colonización del Congo por Bélgica, se erigió entre 1905 y 1908 según diseño de Charles Girault, inspirado  en el Petit Palais. El museo del Congo, ubicado en medio de un suntuoso parque perteneciente a la Donación Real y conectado con Bruselas por una doble avenida especialmente creada y una nueva línea de tranvía, fue diseñado para despertar el interés y la curiosidad. del pueblo belga por lo que entonces era el «Estado independiente del Congo» (1884-1908). Después de 1908, se convirtió en el museo del Congo Belga y luego en el museo real de África central (MRAC) en 1960. 
Aunque el museo se centra en el Congo, la antigua colonia belga, la esfera de intereses (especialmente en la investigación biológica) se extiende a toda la cuenca del río Congo, África Central, África Oriental y África Occidental, tratando de integrar a "África" en su conjunto. Destinado originalmente como un museo colonial, desde 1960 en adelante se ha centrado más en la etnografía y la antropología. Como la mayoría de los museos, alberga un departamento de investigación además de su departamento de exposición pública. No todas las investigaciones se refieren a África (por ejemplo, investigación sobre la arqueozoología de Sagalassos, Turquía). Algunos investigadores tienen fuertes lazos con el Real Instituto Belga de Ciencias Naturales.
Para llevar a cabo transformaciones importantes (renovación del edificio y modificación de la escenografía), el museo ha estado cerrado desde noviembre de 2013. Su reapertura está programada para el 8 de diciembre de 2018.

## Historia del museo
Después de que el Estado Libre del Congo fuera reconocido por la Conferencia de Berlín de 1884-1885, el rey Leopoldo II quiso dar a conocer la misión civilizadora y las oportunidades económicas disponibles en la colonia a un público más amplio, tanto en Bélgica como a nivel internacional. Después de considerar otros lugares, el rey decidió tener una exposición temporal en su propiedad real en Tervuren. Leopoldo II quería desarrollar una especie de museo poniendo en escena los objetos originales, importados en cantidad siguiendo un enfoque multidisciplinar: antropológico, etnológico, botánico, zoológico, entomológico, geológico y mineralógico. 
Cuando en 1897 se celebró la Exposición Universal de Bruselas, se construyó una sección colonial en el dominio real de Tervueren, conectado con el centro de la ciudad por la monumental avenida de Tervueren. La línea 44 del tranvía Bruselas-Tervuren fue construida al mismo tiempo que el museo original por el rey Leopoldo II para llevar a los visitantes desde el centro de la ciudad a la exposición colonial. La sección colonial fue alojada en el «palacio de las Colonias». El edificio fue diseñado por el arquitecto belga Albert-Philippe Aldophe y los jardines clásicos por el arquitecto paisajista francés Elie Lainé. En la sala principal, Georges Hobé concibió una estructura distintiva de madera de estilo Art Nouveau para evocar con sus formas curvas la exuberancia de la selva africana, utilizando madera de bilinga, un exótico árbol africano. La exposición que se organizó era la parte hermosa al lado de las muchas «curiosidades» del Congo, animales disecados y objetos de interés etnográfico, y de los productos de exportación: café, cacao, tabaco y especies de árboles forestales. En el parque, entre otras «atracciones», se ofreció a los visitantes un zoológico humano de doscientos congoleños alojados en aldeas africanas reconstruidas. Siete de ellos murieron de enfermedad o de frío. 

Vistas históricas del palacio de las Colonias
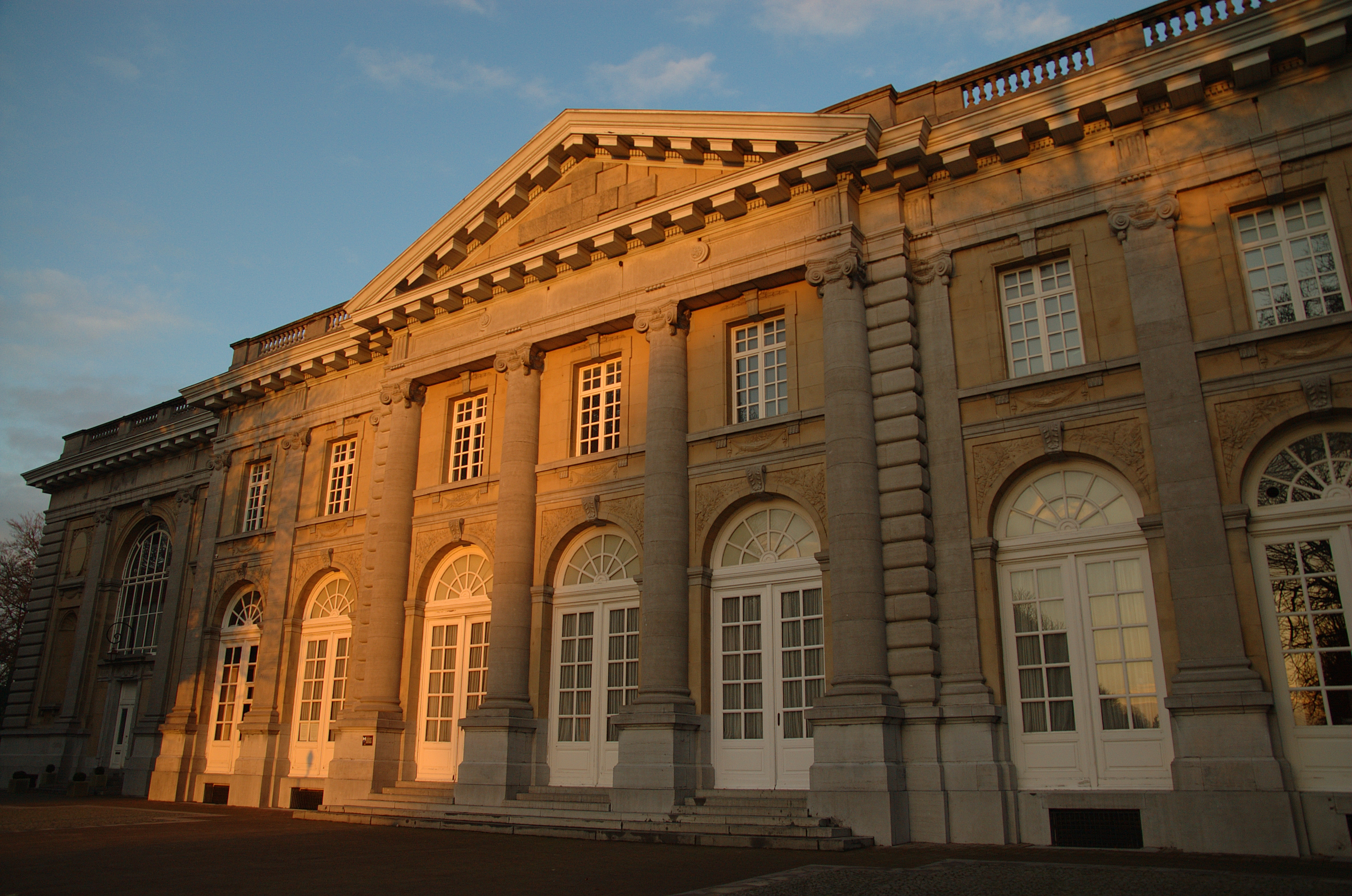
El palacio de las Colonias, al final de la avenida de Tervuren
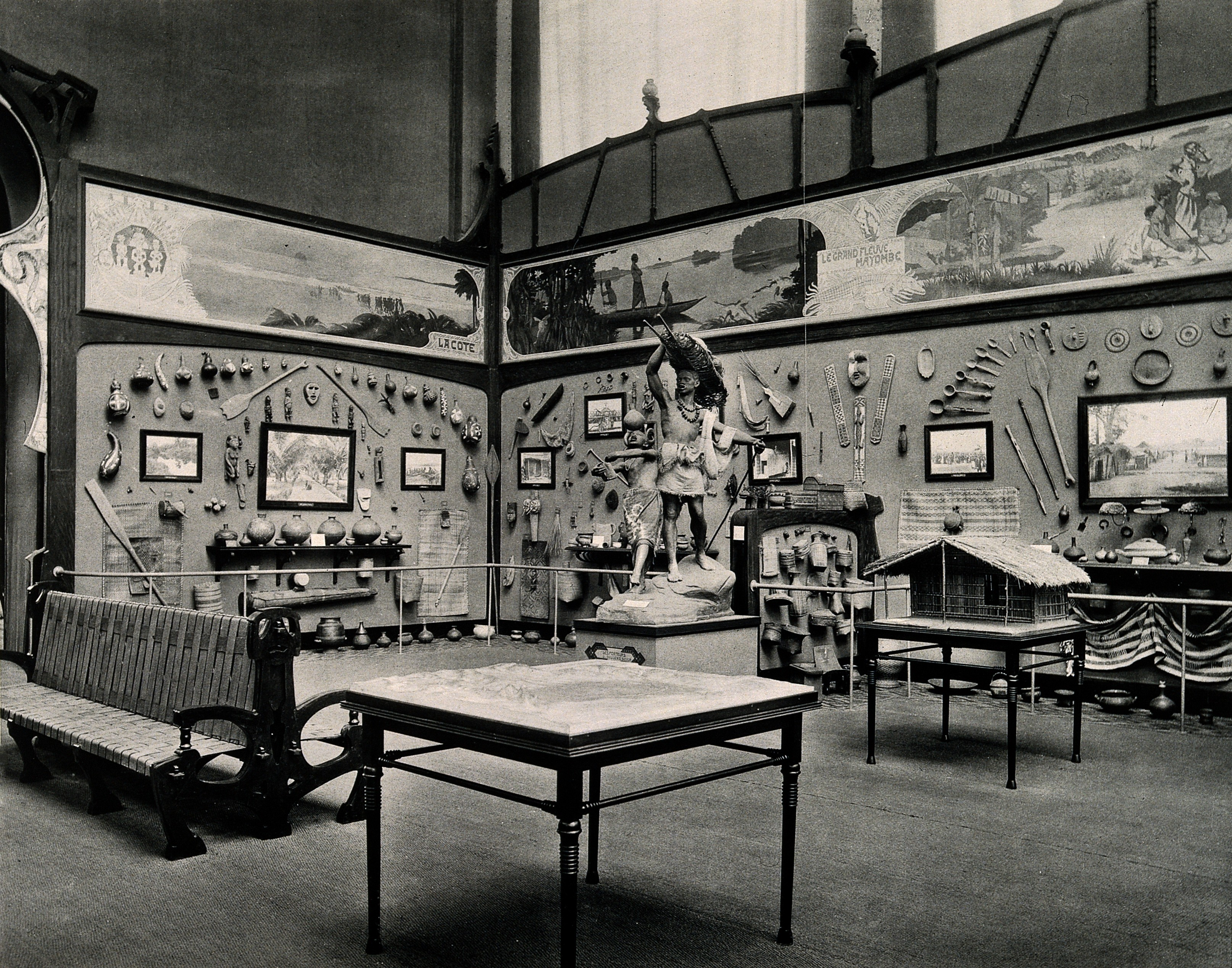
El interior de la exposición original
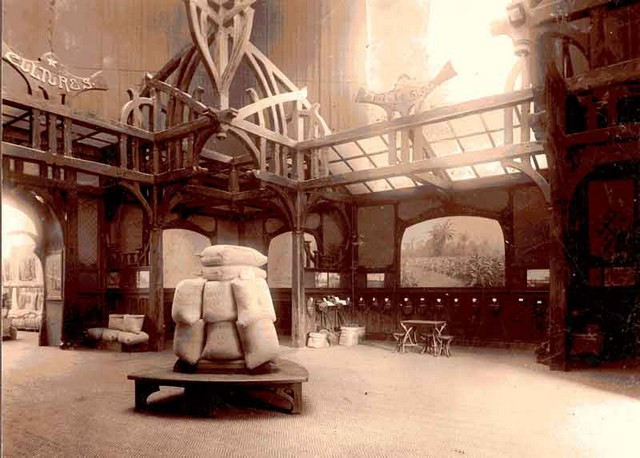
Estructura de madera del Palais des Colonies en 1897
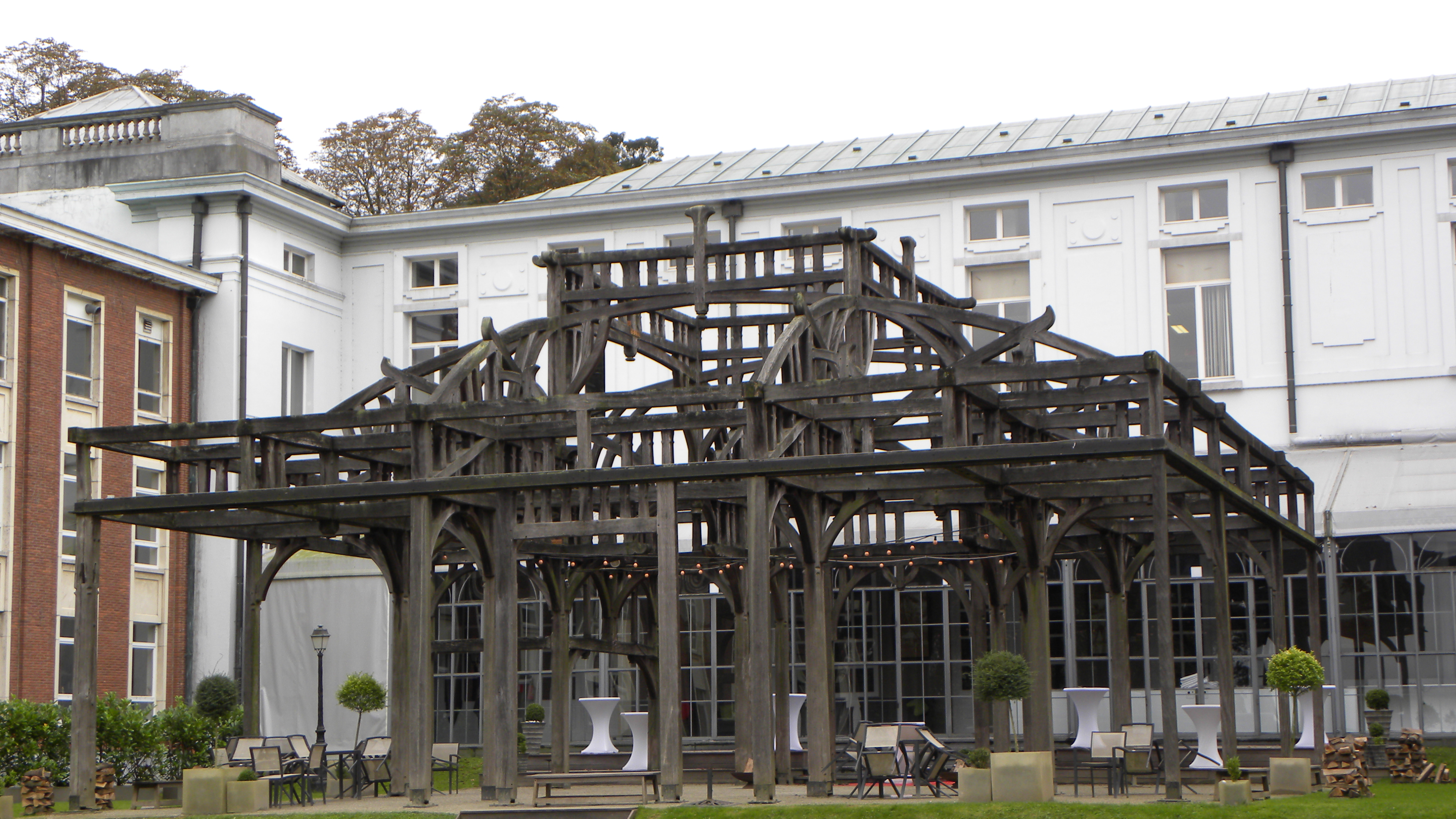
La estructura de madera de Hobé al aire libre (2011)

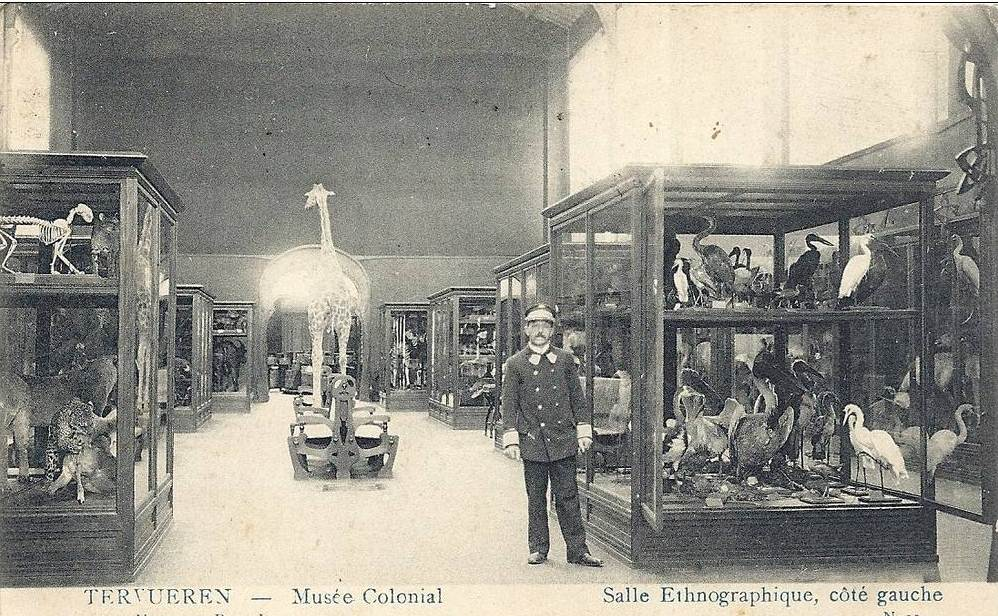
Vista antigua de una sala de museo

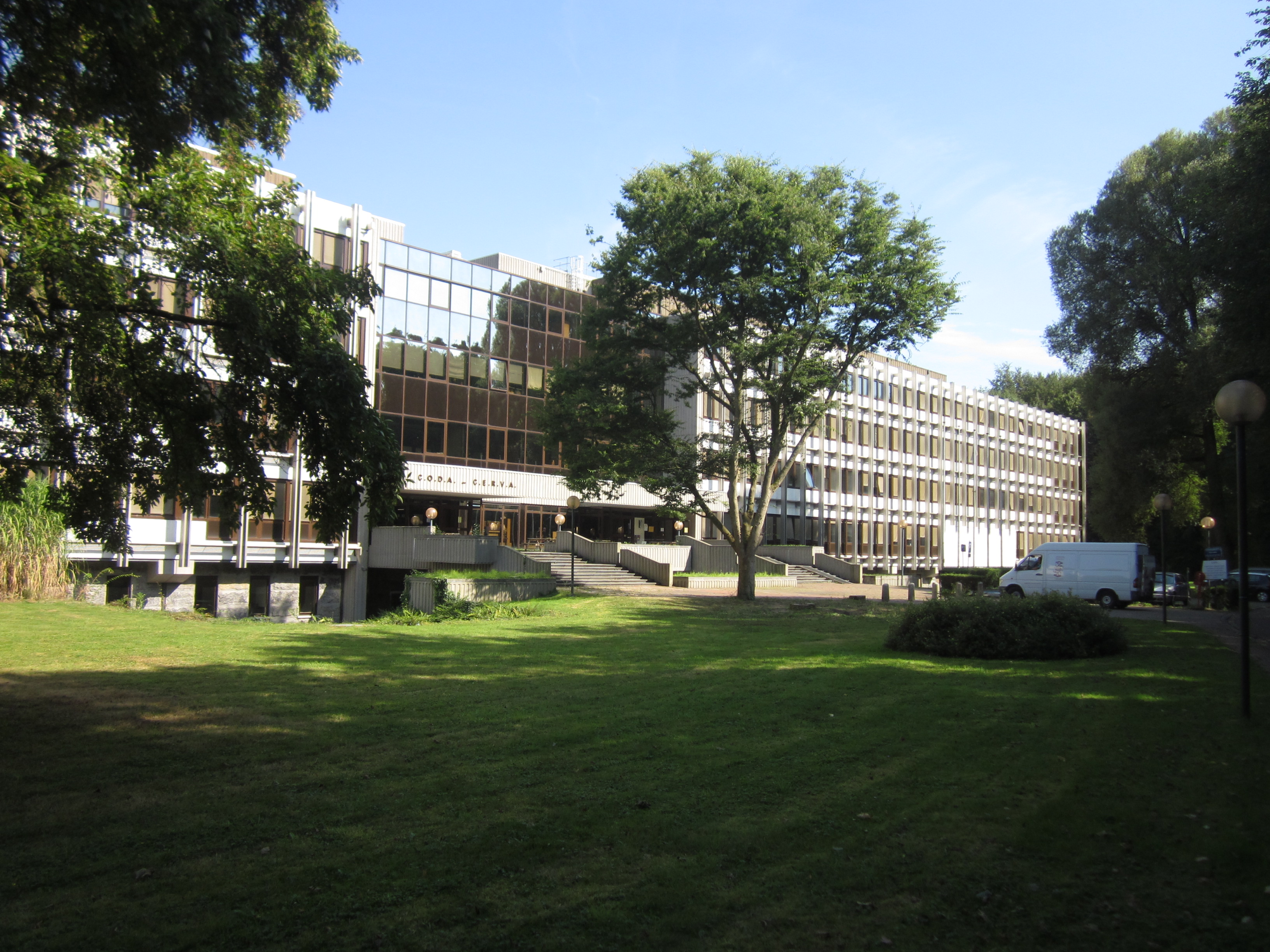
Edificio del canto de acogida del personal africano

El éxito de la exposición (más de un millón de visitantes en seis meses) y el interés de los científicos fueron tales que se decidió hacerlo permanente. En 1898, el palacio de las Colonias se convirtió en el Museo del Congo  (Musée du Congo) y se instaló una exposición permanente. El Museo comenzó a apoyar la investigación académica, pero debido a la ávida colecta de los científicos, la colección pronto creció demasiado para el museo y se necesitó una ampliación. El rey acarició el proyecto de convertir la finca en su «pequeño Versalles». Tervuren se había convertido ya en un rico suburbio de Bruselas. La construcción del actual edificio, de estilo neoclásico de "palacio", fue confiada al arquitecto francés Charles Girault, y comenzó en 1905 y se finalizó en 1910, con ocasión de una segunda exposición mundial. Recuerda al Petit Palais en París, con grandes jardines que se extienden hasta el bosque de Tervuren (una parte del bosque de Soignes declarado Patrimonio de la Humanidad). El Congo tenía entonces dos años de vida desde que había dejado de ser una posesión real para convertirse en una colonia belga. Un para de años más tarde, en 1912, se inauguró en Namur un pequeño museo similar, el museo africano de Namur
Fue inaugurado oficialmente por el rey Alberto I ese mismo año 1910 y nombrado como Museo del Congo Belga  (Musée du Congo Belge o Museum van Belgisch-Kongo). En 1952 se le agregó el adjetivo "Royal". En preparación para la Expo '58, en 1957 se construyó un gran edificio para acomodar al personal africano que trabaja en la exposición: el Centro de Acogida del Personal Africano ( Centre d'Accueil du Personnel Africain (CAPA). En 1960, después de la independencia del Congo, el nombre del museo se cambió a su título actual: el museo real de África central. hasta ese momento las colecciones continuaron creciendo con el envío de objetos y muestras de todo tipo hechas por militares, misioneros, administradores coloniales, comerciantes y científicos. Fue así como el museo es ahora propietario de una gran colección de trofeos de caza donados por el barón Lambert. 
Posteriormente, las adquisiciones se extendieron al conjunto de África, y también a América y Oceanía. 

Vistas interiores del museo
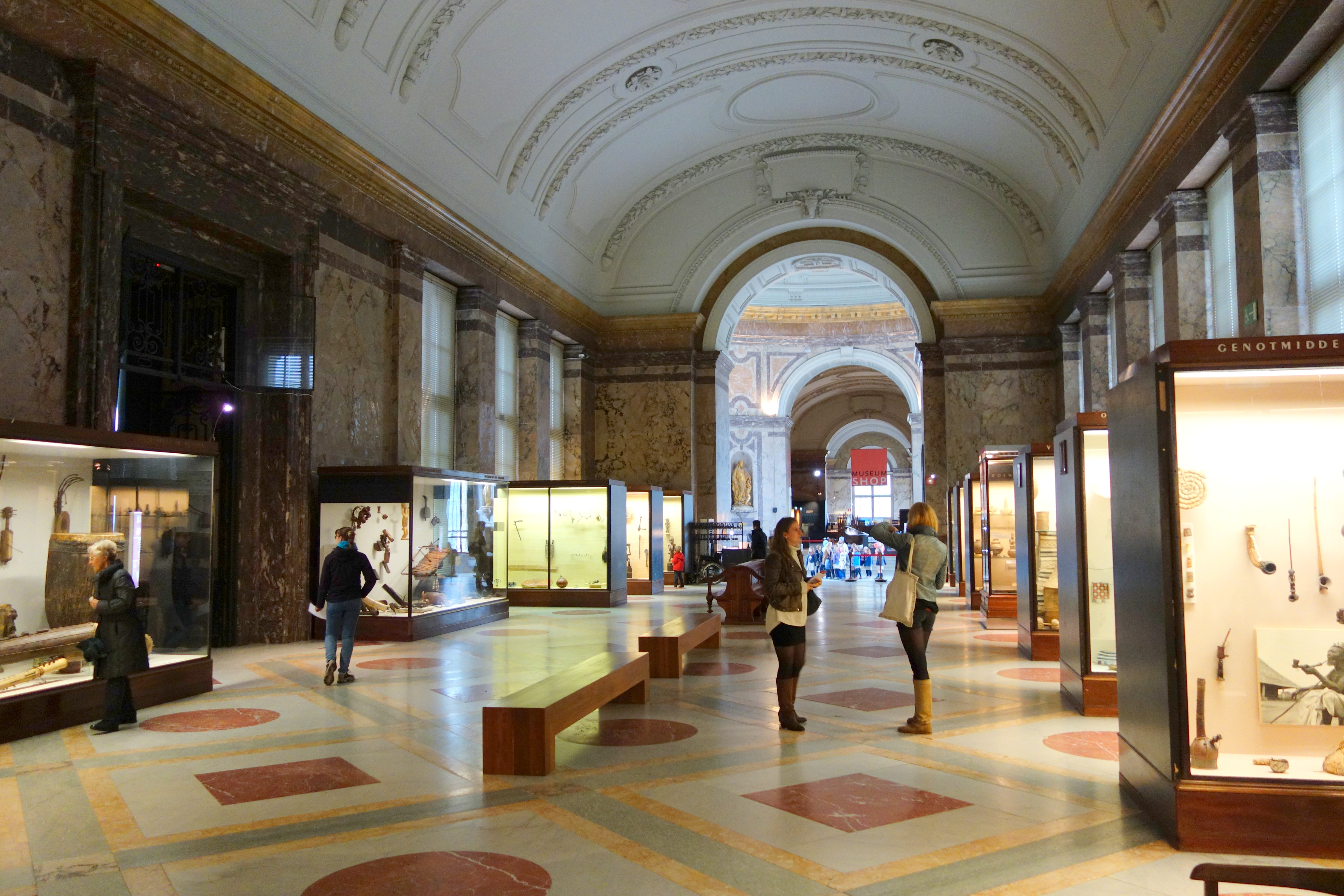
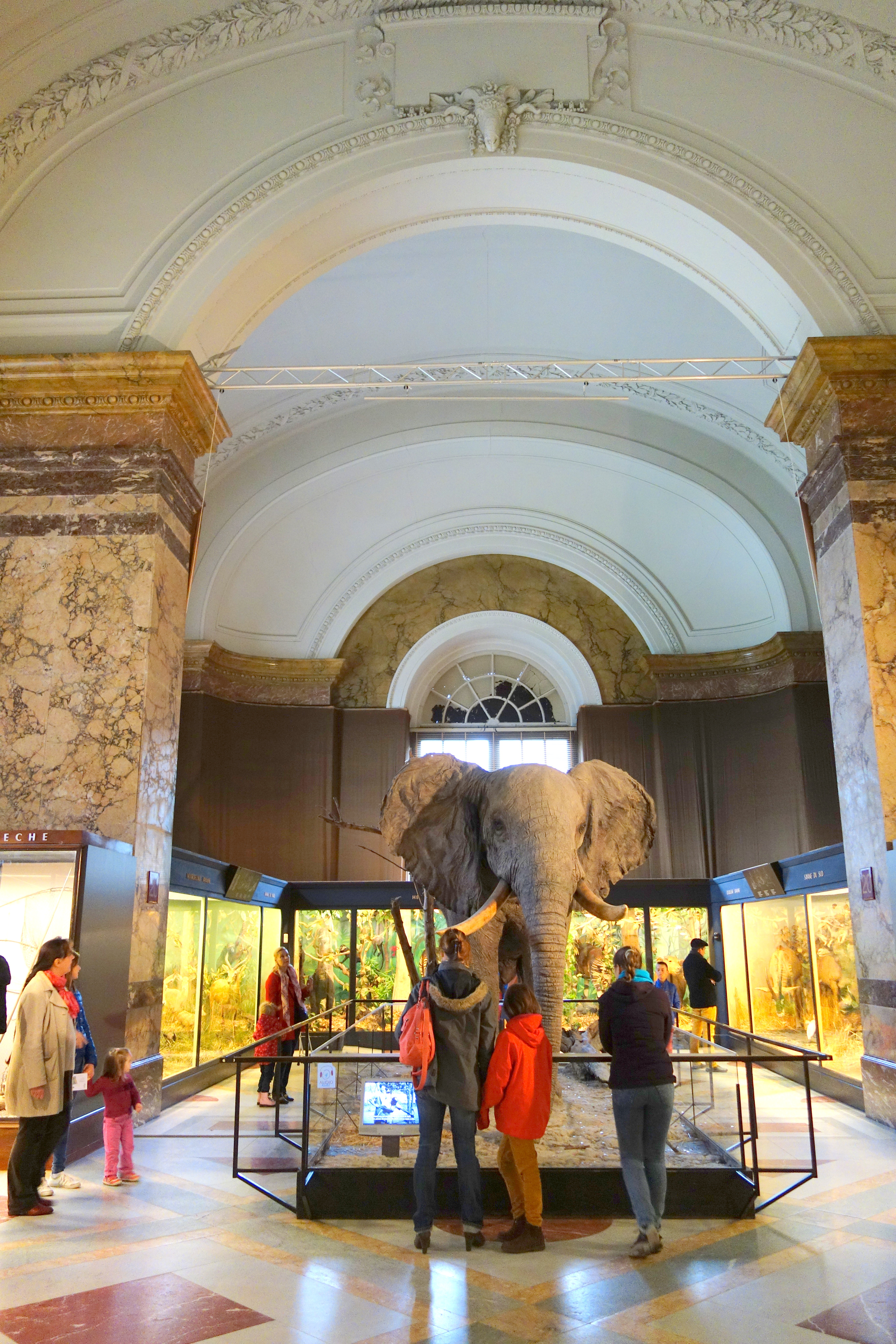
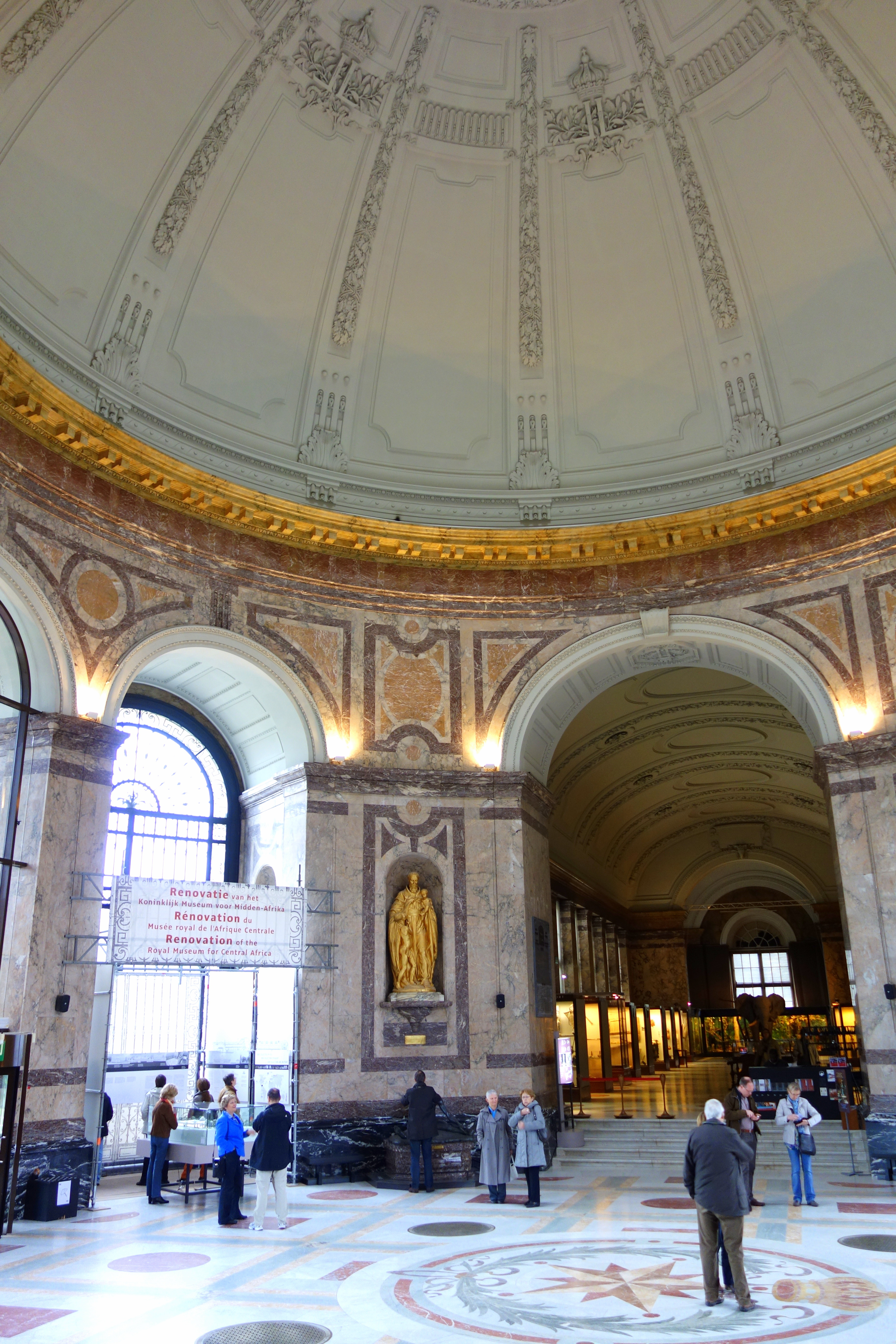
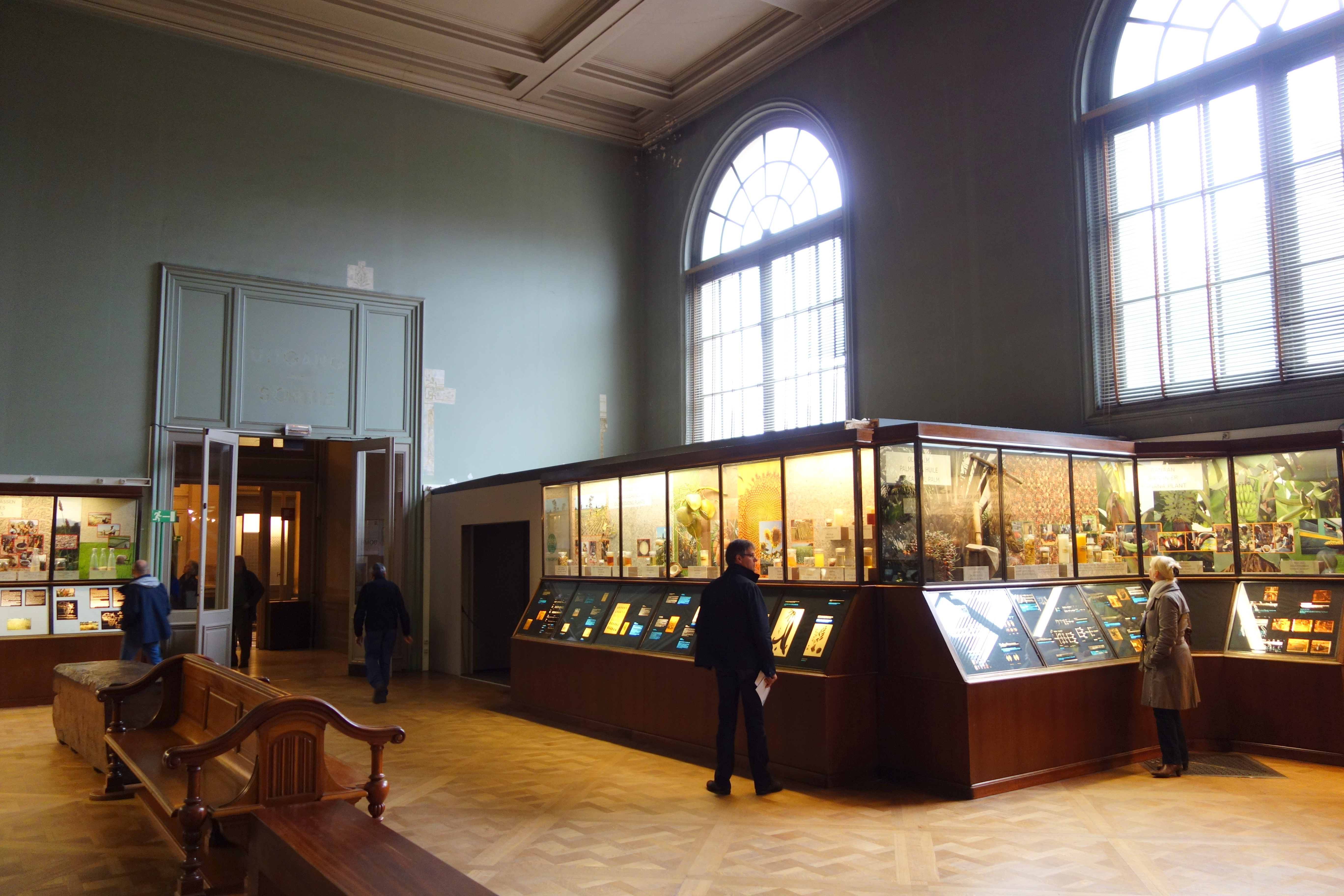
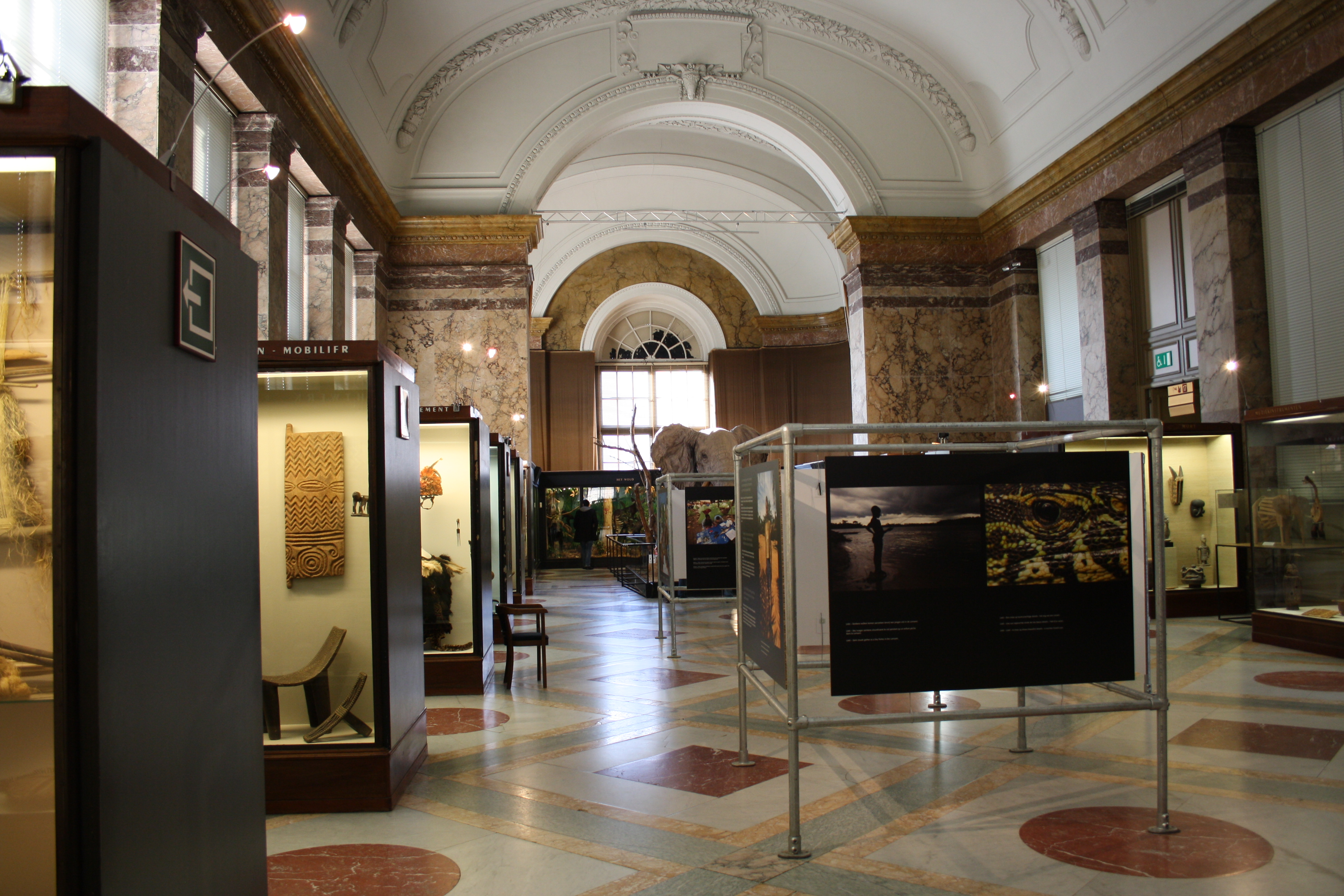

## Las colecciones

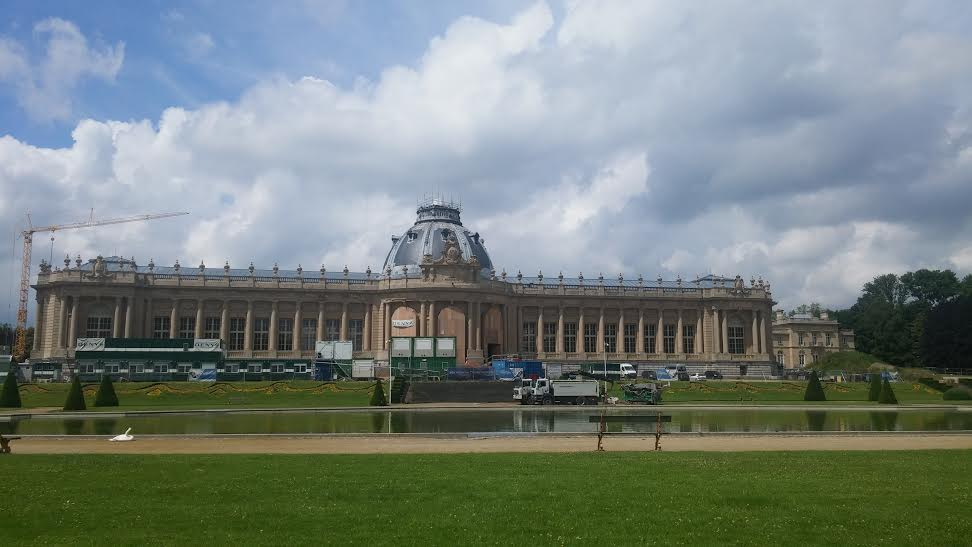
El museo durante la renovación (2016)

El museo alberga colecciones únicas en el mundo de las cuales no es posible exponer una pequeña proporción. También tiene registros históricos inestimables, incluidos los completos de Henry Morton Stanley, una fototeca, una filmoteca, un archivo sonoro etnomusicológico y una amplia gama de mapas y datos geológicos y científicos. Algunas cifras:   
- 10 000 000 especímenes de animales
- 250 000 muestras minerales
- 180 000 objetos etnográficos (entre ellos muchísimos Nkisi )
- 57 165 muestras en la xiloteca
- 20 000 mapas
- 8000 instrumentos musicales
- 350 fondos de archivo

Del modo de adquisición, a menudo poco científico, de una gran cantidad de objetos a veces resulta una falta de datos etnográficos y la necesidad de estudiarlos más a fondo. La institución emplea a 75 científicos que trabajan en cinco campos: antropología cultural, zoología, geología, historia, economía agrícola y forestal. Acoge a estudiantes e investigadores de todo el mundo. 

## Controversias
Autores como John A. Tully han denunciado que "los visitantes del gran museo africano de Tervuren, en las afueras de Bruselas, no encontrarán ninguna referencia a las atrocidades cometidas en el Estado Libre, y abundan los libros que dan testimonio de las buenas obras del Rey".Se le llegó a llamar un museo "congelado en el tiempo" por su negacionismo frente a los horrores cometidos por los belgas en África. En julio de 2002 se generó un indignación por parte de ciertos historiadores belgas por el popular libro de historia "El fantasma del rey Leopoldo", de Adam Hochschild. Muchos de ellos calificaron la denuncia de Genocidio congoleño como una "diatriba tendenciosa" contra el Estado belga. El museo, financiado por el Estado, financió una investigación sobre las acusaciones de Hochschild.
La exposición resultante "La memoria del Congo" se ofreció desde febrero a octubre del año 2005. Intentó reconstruir la historia del Estado Libre del Congo antes de convertirse en colonia belga y ofrecer una visión menos parcial de la época colonial . La exposición fue en parte elogiada por la prensa internacional. Incluso el periódico francés Le Monde afirmó que "el museo ha hecho más que revisar una página particularmente tormentosa de la historia... [ha] impulsado al público a unirse a él para analizar la realidad del colonialismo". El propio Hochschild sostuvo una crítica mixta del museo renovado.

Más recientemente, se publicó que en el año 2021, el entonces director Guido Gryseels encabezó una campaña de repatriación de bienes africanos robados (u obtenidos de otra ilegal) durante el colonialismo belga. Según diversas fuentes, para entonces solo un 1% de los bienes albergados en el Museo (unos 883) fueron adquiridos de manera impropia, mientras que un 60% habría sido raptados o puestos allí de forma legal. Unos 35.000 determinaría su procedencia a través de una investigación que podría dilatarse hasta cinco años.

Esculturas en el jardín
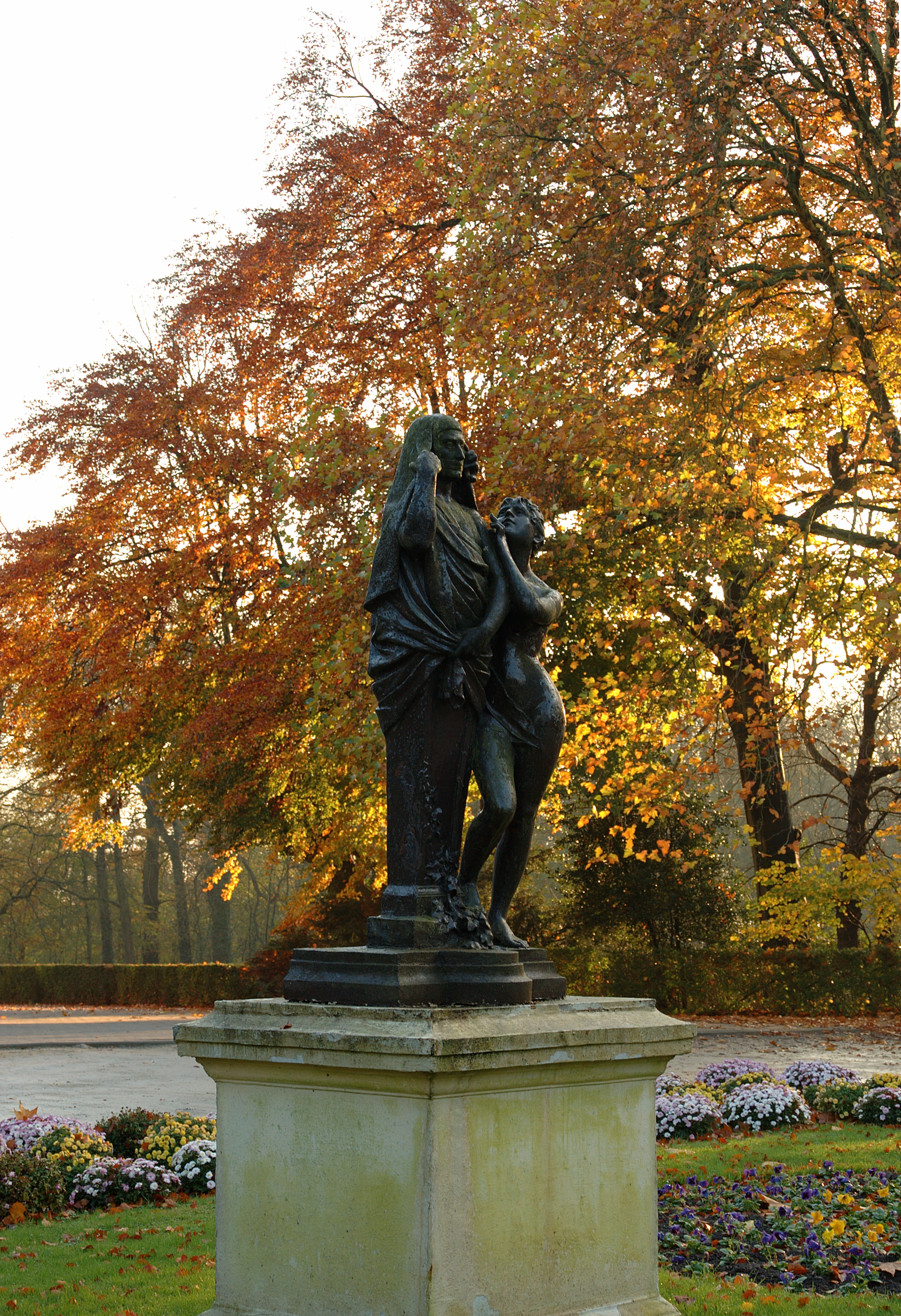
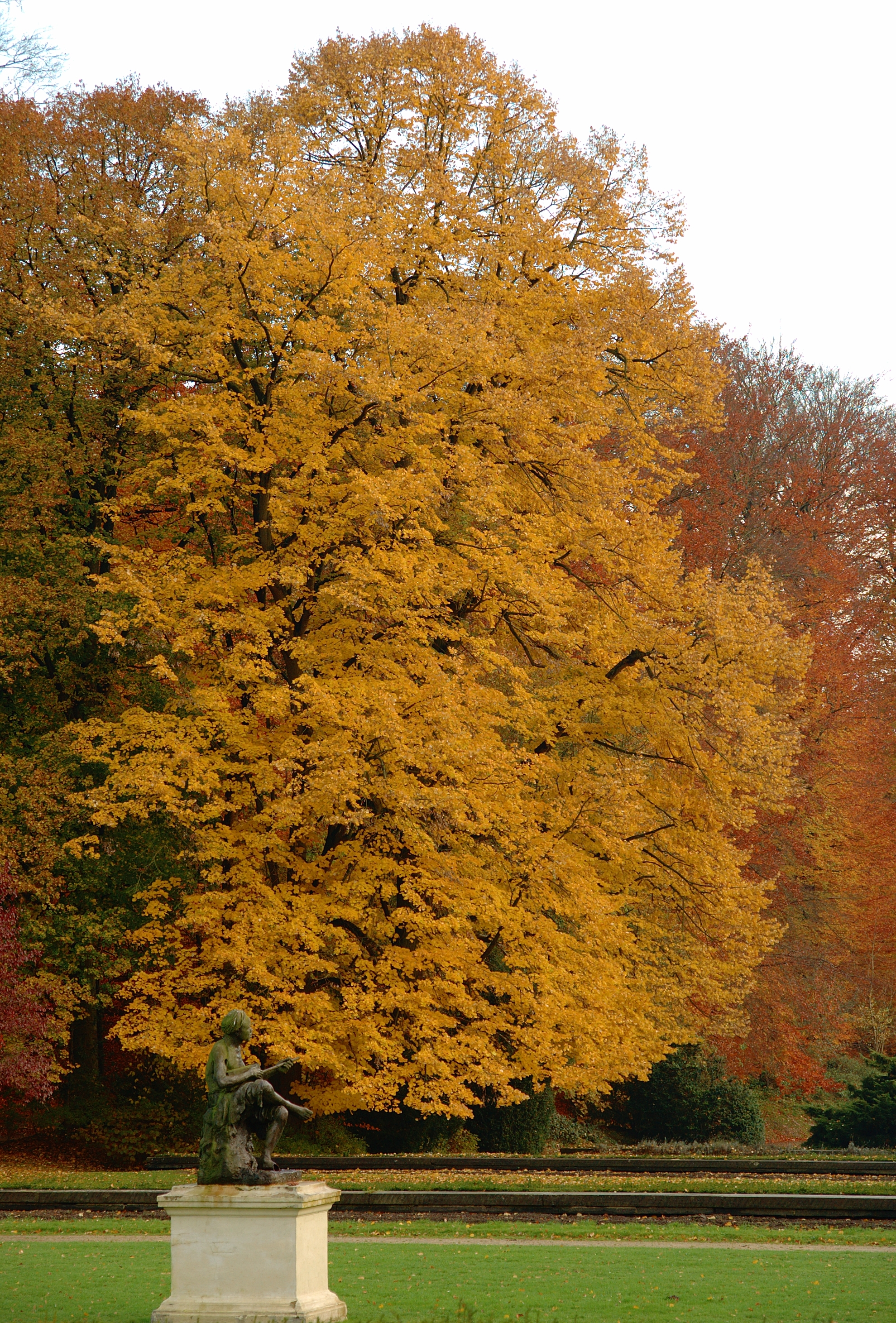
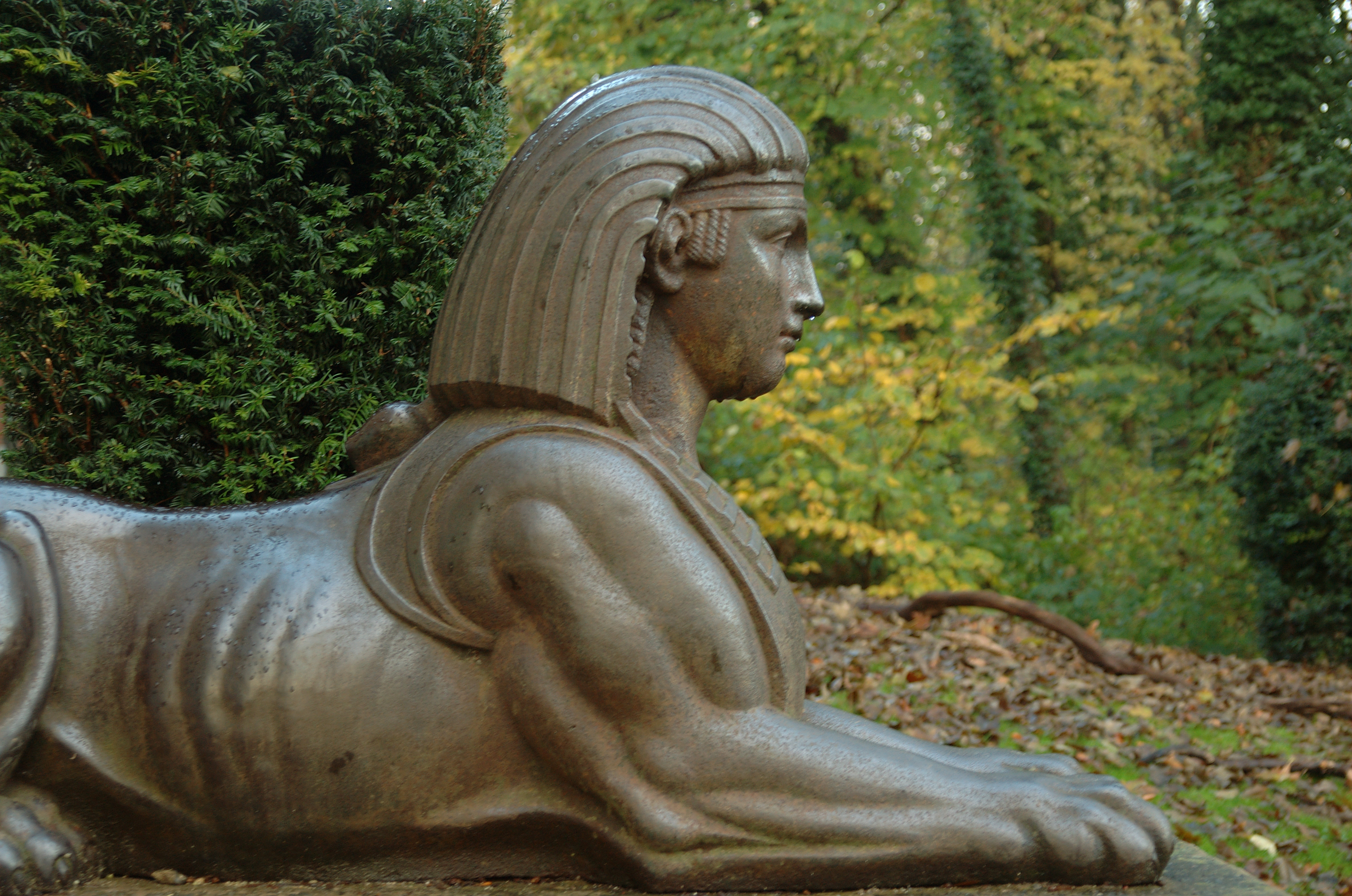
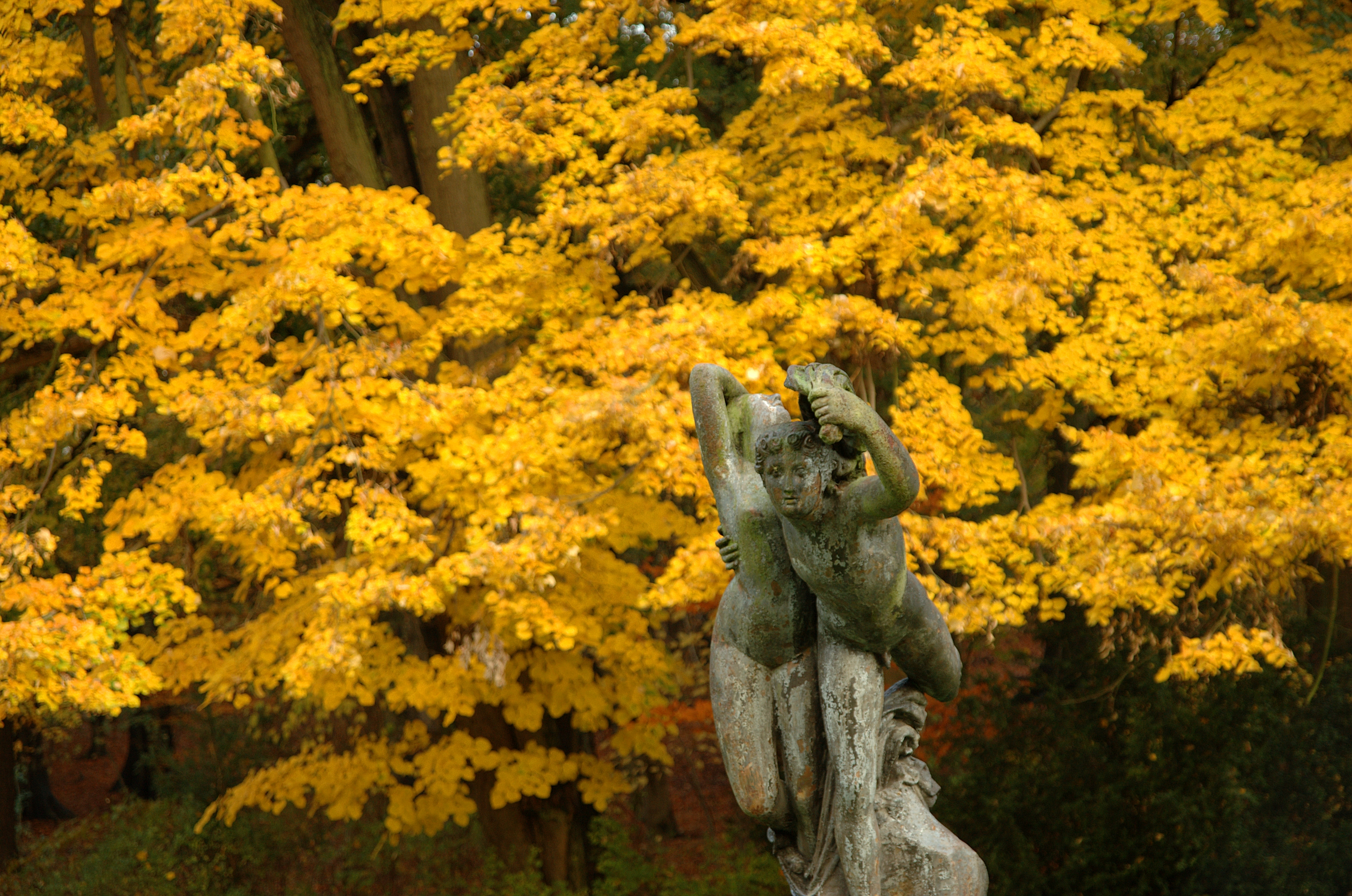
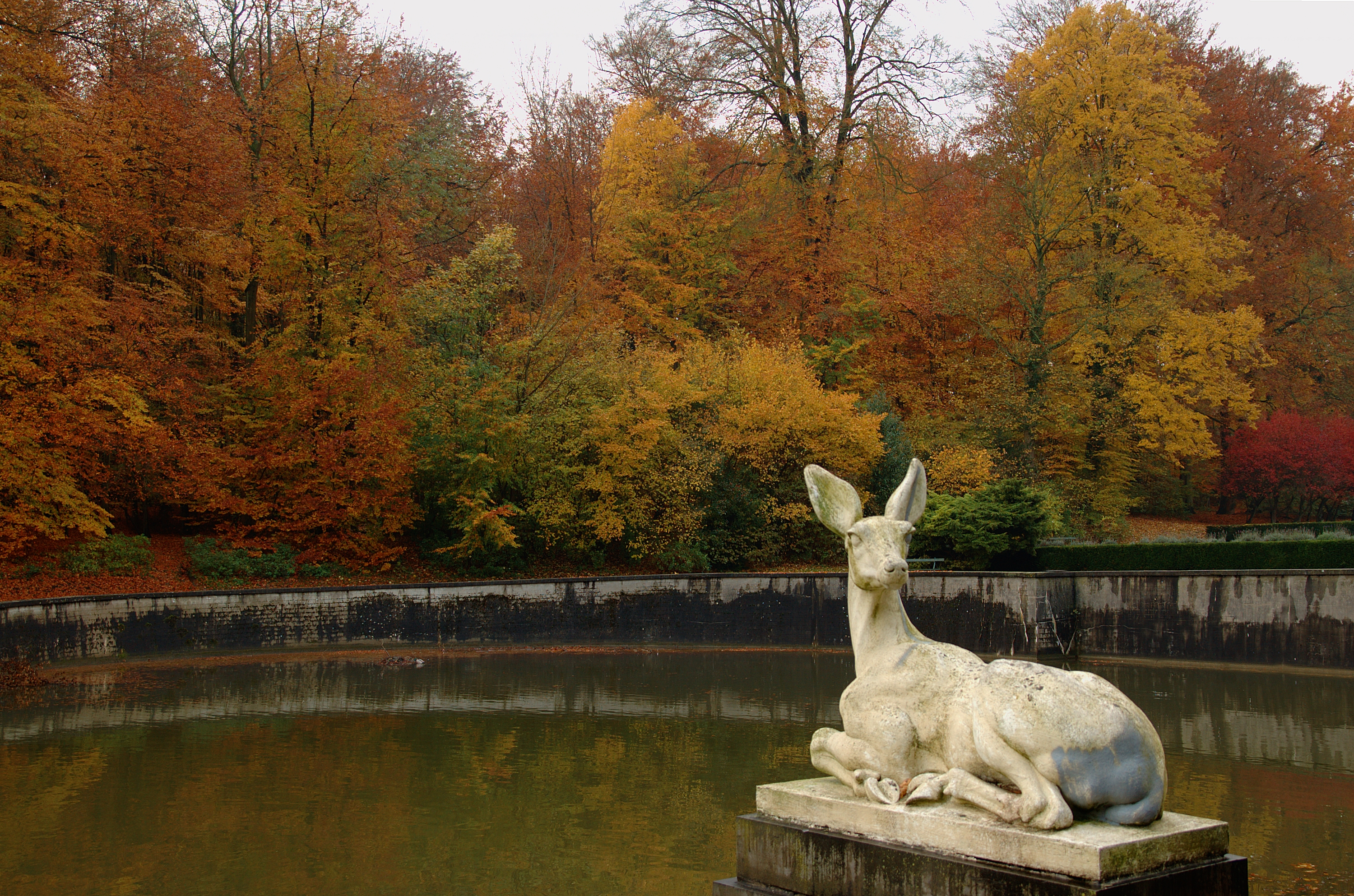
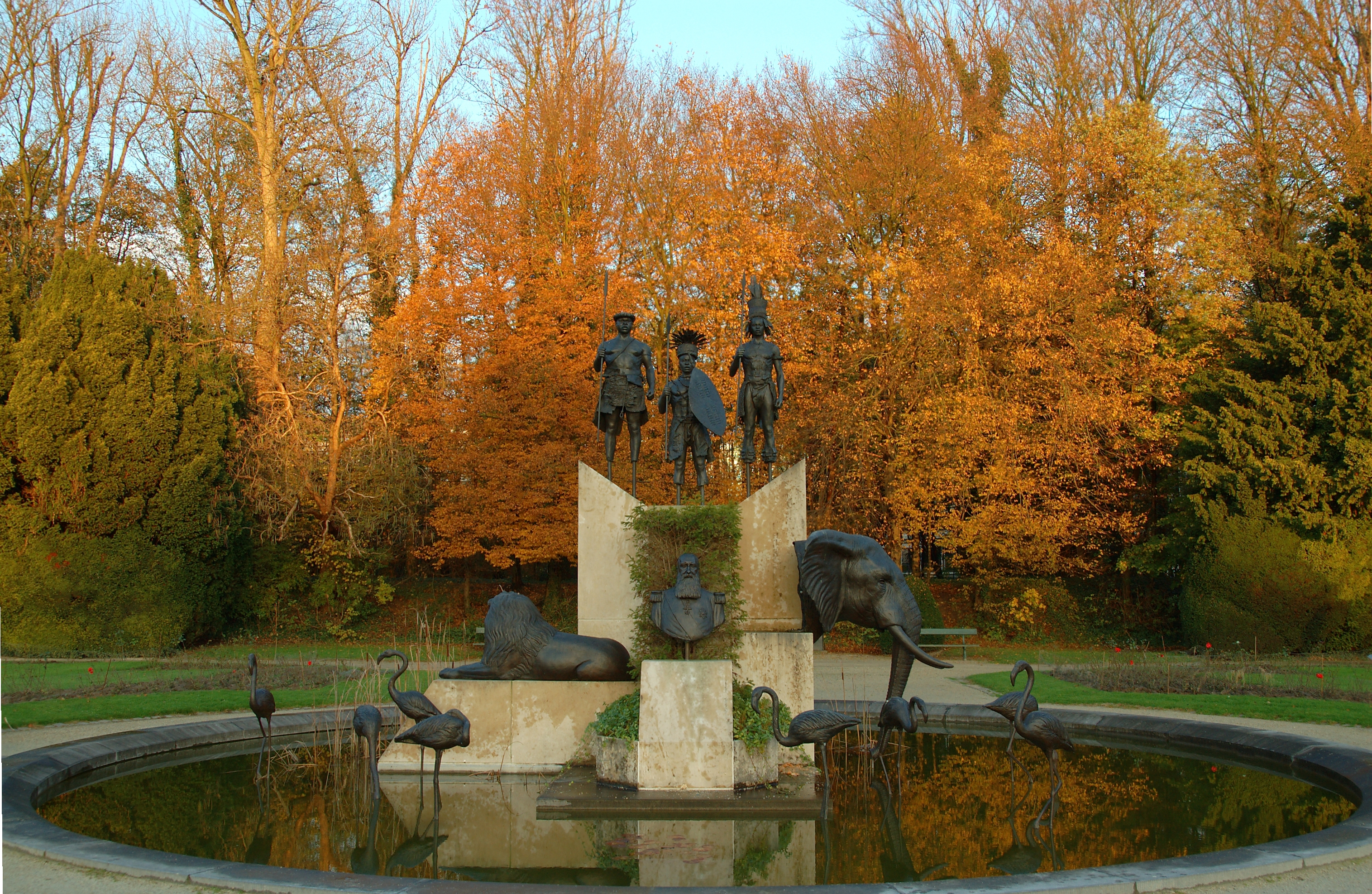

## Galería de imágenes

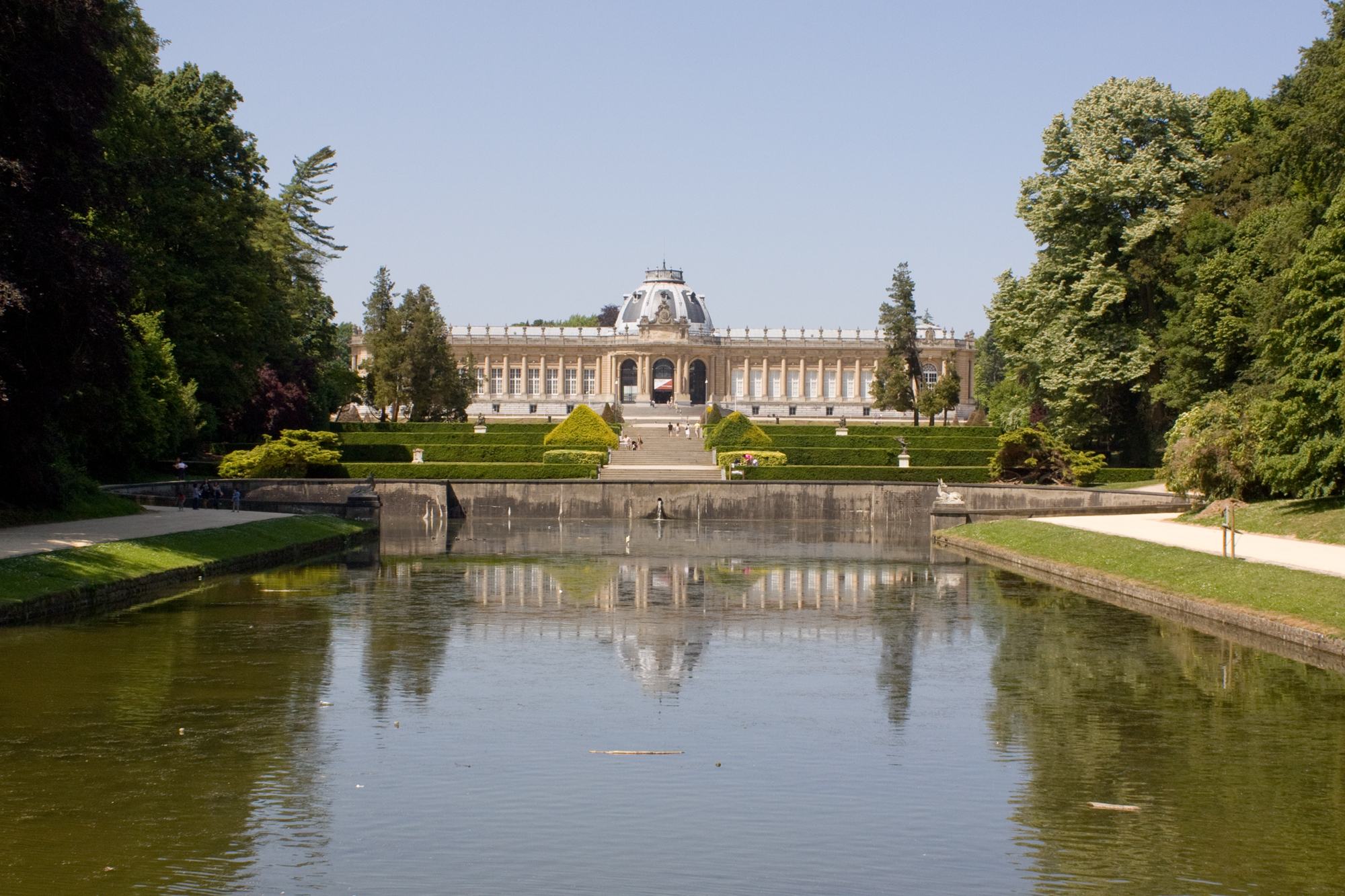
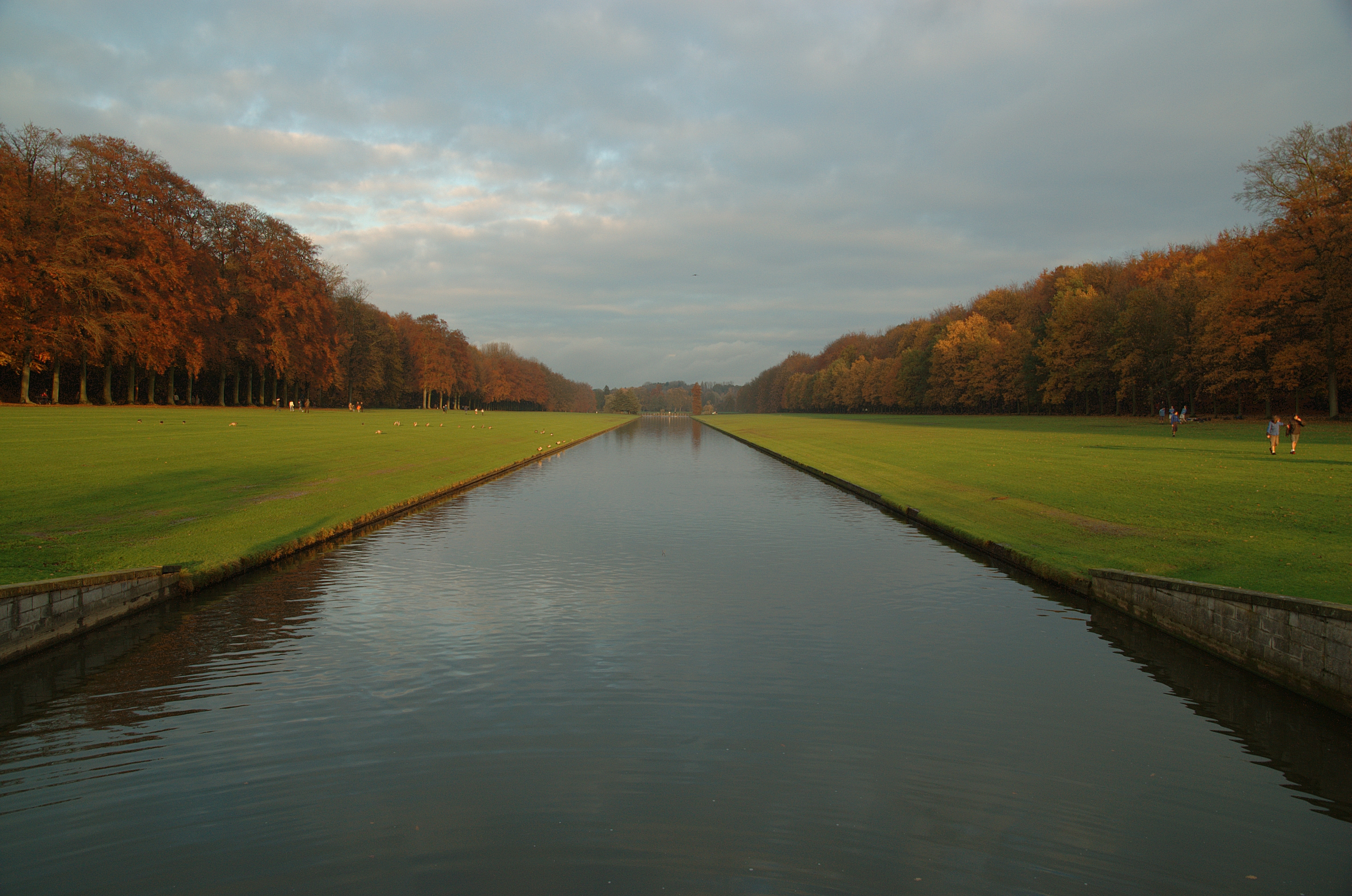
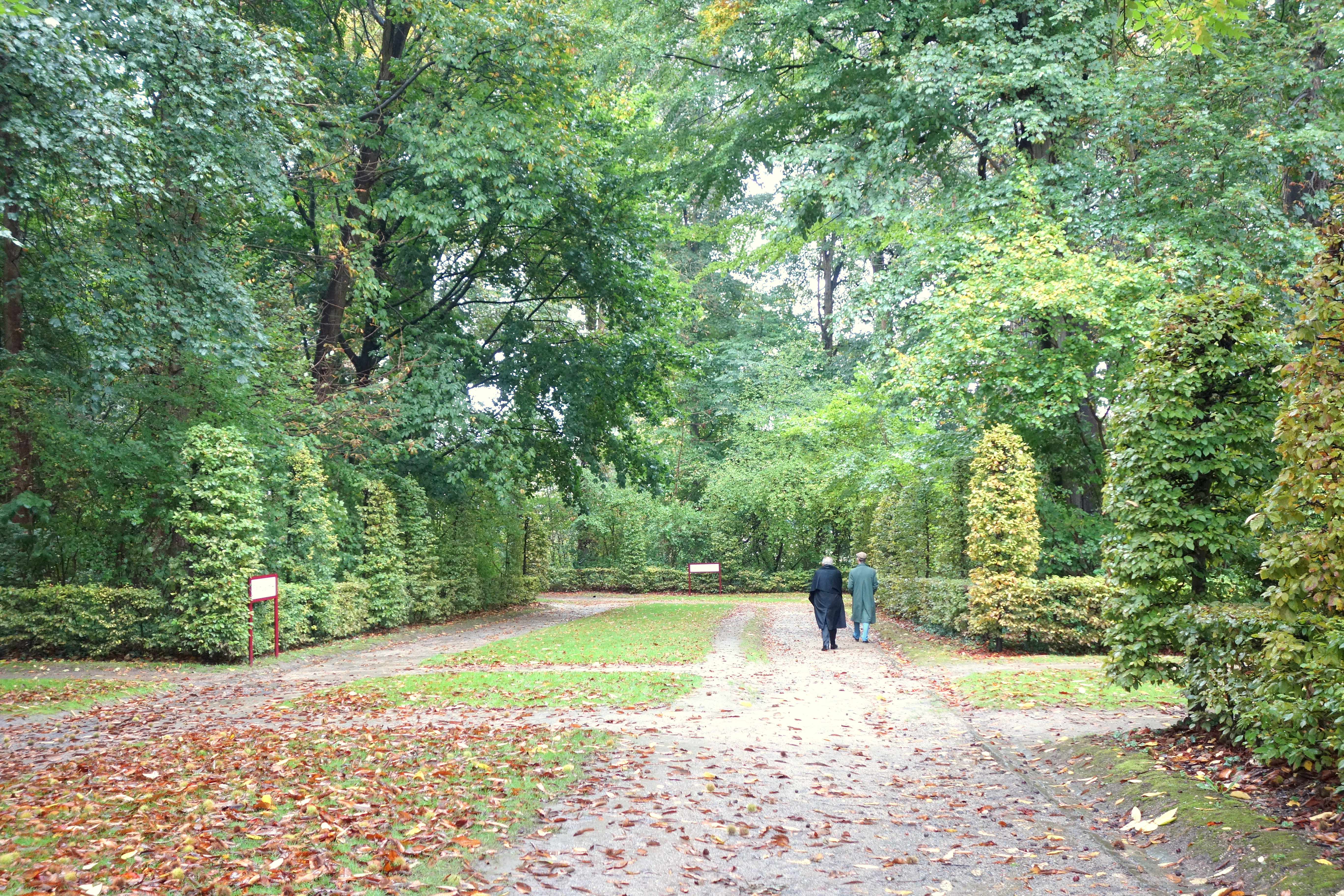

Le musée autorise les photographies des collections sans flash.